# テミスコ
テミスコ（スペイン語: Temixco）はメキシコ・モレロス州第4の都市。 州北西部北緯18度51分 西経99度14分 / 北緯18.850度 西経99.233度に位置している。
市は周辺の自治体の中心地として機能しており、複数の自治体で市の名前を共有している。2005年の人口センサスによると人口は89,915人、市の調査では98,560人が居住している。面積は87.869 km² （33.926 sq mi）である。
テミスコ市はクエルナバカ市から6キロメートル (3.7 mi)、メキシコ市から85キロメートル (53 mi)の位置に存在する。
1940年代に、メキシコ市に拠点を置く日本人互助団体Comité Japonés de Ayuda Mutua （CJAM; "Japanese Committee of Mutual Aid"）がテミスコに200ヘクタール (490エーカー)のアシエンダ（大農園）をアレハンドロ・レーシーから取得した。そのことによりメキシコ国内の他地域から新しく来た日本人を受け入れることを可能にした。日本人は1943年に移住した。テミスコでは、アシエンダに住まう日本人生徒のために学校も設立された。最終的には、メキシコ人の父母はテミスコの日本人学校に自分たちの子供を通わせるよう要求し出した。
2016年1月2日、ギセラ・モタ・オカンポ市長が就任翌日に4人の男に襲撃され銃殺された。

## 脚註
1. 1 2  García, Jerry. Looking Like the Enemy: Japanese Mexicans, the Mexican State, and US Hegemony, 1897-1945.  アリゾナ大学出版（英語版）  February 27, 2014. ISBN 081659886X, 9780816598861. p. 174.
2. ↑  García, Jerry. Looking Like the Enemy: Japanese Mexicans, the Mexican State, and US Hegemony, 1897-1945. アリゾナ大学出版（英語版）, February 27, 2014. ISBN 081659886X, 9780816598861. p. 183.
3. ↑  García, Jerry. Looking Like the Enemy: Japanese Mexicans, the Mexican State, and US Hegemony, 1897-1945. アリゾナ大学出版（英語版）  February 27, 2014. ISBN 081659886X, 9780816598861. p. 181.
4. ↑  García, Jerry. Looking Like the Enemy: Japanese Mexicans, the Mexican State, and US Hegemony, 1897-1945. アリゾナ大学出版（英語版）, February 27, 2014. ISBN 081659886X, 9780816598861. p. 182.
5. ↑  “麻薬犯罪の一掃誓った市長、就任翌日に殺害　メキシコ”. 朝日新聞. (2016年1月3日) 2016年1月6日閲覧。
6. ↑  “メキシコで女性市長が就任翌日に殺害される　犯罪撲滅に決意表明　麻薬組織の犯行か？”. 産経新聞. (2016年1月3日) 2016年1月6日閲覧。